# Jan Verhas

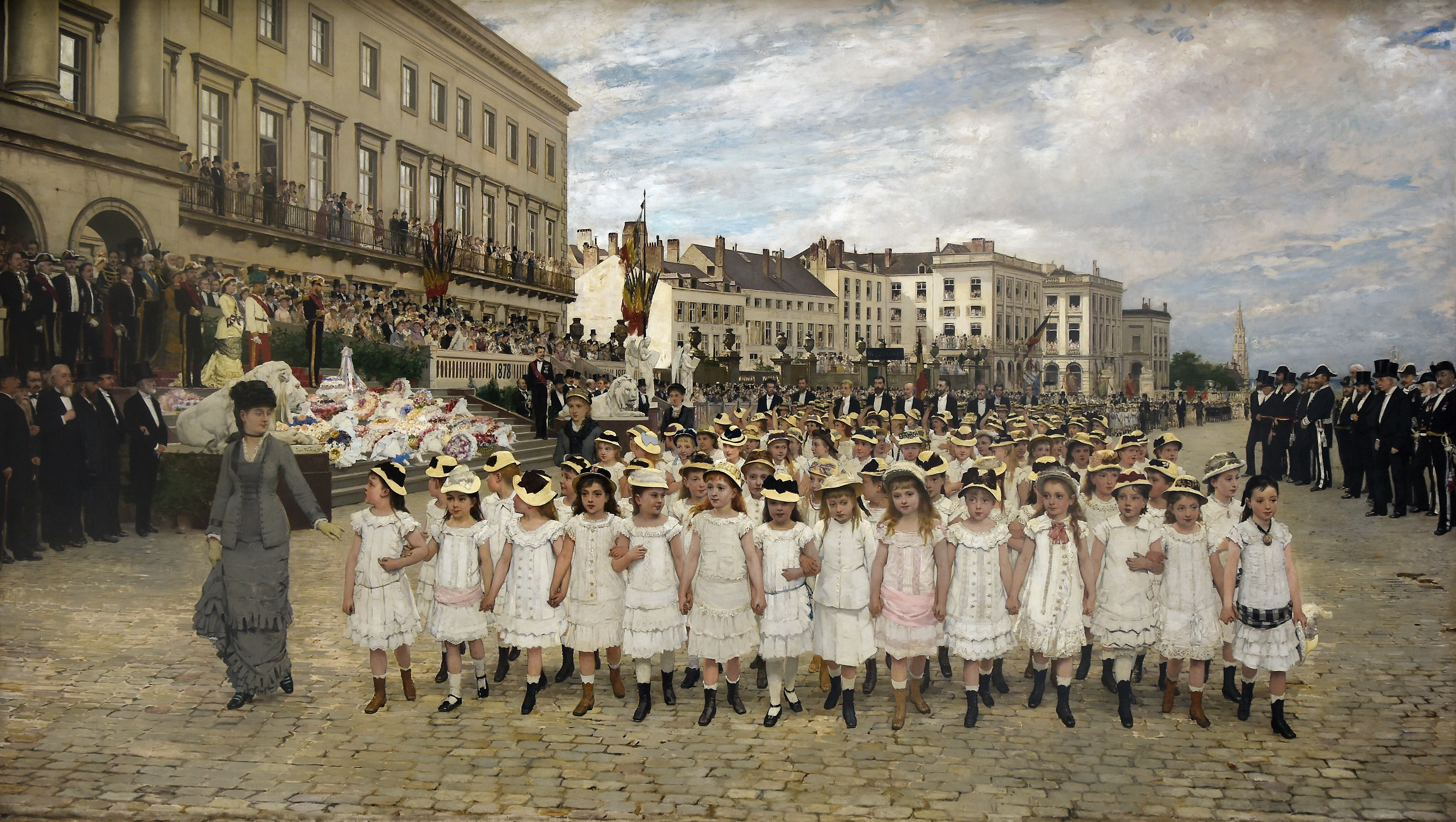
Die Schulparade 1878

Jan Verhas (* 9. Januar 1834 in Dendermonde; † 31. Oktober 1896 in Brüssel) war ein belgischer Genre- und Kindermaler.
Jan Verhas war Sohn von Frans Emmanuel Verhas, Professor und Direktor an der Kunstakademie von Dendermonde, und sein Schüler. Sein älterer Bruder Frans Verhas (1827–1897) wurde ebenfalls Maler.
Jan Verhas studierte an der Koninklijke Academie voor Schone Kunsten van Antwerpen bei Nicaise de Keyser. Dank dem erhaltenen Prix de Rome verbrachte er ab 1860 einige Zeit in der italienischen Hauptstadt. Anschließend zog er nach Paris, besuchte 1862 Turin, Mailand und Venedig, wohnte von 1864 bis 1867 in Binche in der Provinz Hennegau und ließ sich 1867 endgültig in Brüssel als freischaffender Genremaler nieder. Er malte hauptsächlich Kinder und elegante Frauen bei Spiel und Unterhaltung.
Er wurde 1881 zum Mitglied der Ehrenlegion ernannt. Auf dem Salon de Paris 1881 und der Weltausstellung Paris 1889 wurde er mit Medaillen ausgezeichnet. Seine Tochter Martha heiratete 1895 den Maler Gisbert Combaz.